# Флаг Первомайского поссовета
Флаг муниципального образования городское поселение Первомайский поссовет Первомайского района Тамбовской области Российской Федерации — опознавательно-правовой знак, служащий официальным символом муниципального образования.
Флаг утверждён 5 сентября 2012 года решением Совета народных депутатов Первомайского поссовета № 223 и 19 октября 2012 года внесён в Государственный геральдический регистр Российской Федерации с присвоением регистрационного номера 7973.

## Описание
«Прямоугольное двухстороннее полотнище красного цвета с отношением ширины к длине 2:3, в центре которого изображён колокол жёлтого цвета, сопровождённый по углам четырьмя жёлтыми рожками на ремешках, развёрнутые к краям полотнища, а в середине каждого края — четырьмя белыми стременами».

## Обоснование символики
История Первомайского поссовета ведёт отсчёт от постоялого двора, стоявшего на Астраханском тракте. Это было место отдыха ямщиков и путников. В 1831 году селение упоминается под именем Новинские харчевни. В 1866 году здесь была открыта железнодорожная станция Богоявленcк на линии Ряжск — Козлов (ныне Мичуринск). При ней стало расти село Богоявленское. В 1888 году была построена церковь Пресвятой Богородицы (сохранилась поныне).
Символика флага Первомайского поссовета отражает его историю:
— стремена и почтовые рожки (в царской России эмблемой почты был ямщицкий рожок, в который трубили, приближаясь к почтовой станции, с целью быстрой смены лошадей) — символизируют начальный период становления современного посёлка;
— колокол — символ храма Покрова Пресвятой Богородицы и Храма преподобного Сергия Радонежского, расположенных в поселении, что свидетельствует о высокой духовности жителей поселения;
— красный цвет полотнища и колокол в центре аналогичны цвету и главной фигуре флага Первомайского района, что символизирует тесную связь двух муниципальных образований. Красный цвет образно связан с праздником Первомая (с красными флагами и транспарантами), что аллегорически указывает на название поселения.
Красный цвет — символ труда, мужества, жизнеутверждающей силы, красоты и праздника.
Жёлтый цвет (золото) — символ высшей ценности, величия, богатства, урожая.
Белый цвет (серебро) — символ чистоты, открытости, божественной мудрости, примирения.